# El Refugio
El Refugio est une municipalité du département d'Ahuachapán au Salvador. La commune est divisée en trois cantons : Comapa, El Rosario et San Antonio. Elle a une superficie de 11,01 km2 et une population de 9 655 habitants (estimation 2013).

## Histoire
Le 20 février 1879, la chambre des députés de l'assemblée générale émet un décret législatif érigeant le village d'El Rosario en ville sous le nom d'El Refugio, le soustrayant à la juridiction de la municipalité d'Atiquizaya. Le décret est approuvé par le Sénat le 27 février et ratifié par le gouvernement du président Rafael Zaldívar le 28 février ; il est publié au Journal officiel (es) le 4 mars.
Avec la création de la municipalité, des questions se sont posé sur les limites entre les municipalités de El Refugio et celles de Chalchuapa et d'Atiquizaya. Le 2 avril 1879, le gouvernement charge les géomètres César López et Andrés Van Severen, accompagnés d'administrateurs municipaux de Chalchuapa, d'Atiquizaya et d'El Refugio, de borner les limites des municipalités.